# 毒理学
毒理学（英語：Toxicology，/ˌtɒksɪˈkɒlədʒi/），或称毒性学，是研究外源性化学物及物理和生物因素对生物有机体的有害作用及其作用机理，进而预测其对人体和生态环境的危害的严重程度，为确定安全限值和采取防治措施提供科学依据的科学，也是对毒性作用进行定性和定量评价的一门学科。由于毒理学的研究目的是为保护生物体的健康或安全提供科学依据的一门学科，因此从学科性质上毒理学属于预防医学，贯穿了预防为主的思想。

## 词源
毒理学的英语词“toxicology”源自新拉丁语，最早于1799年出现于文献中，是由词根“toxico-”（源自古希腊语词语（toxikos），意为有毒的）与“-logy”（源自古希腊语词语（logíā），意为学科）组合产生的词语。

## 联系
毒理学与药理学密切相关，目前已发展成为具有一定基础理论和实验手段的独立学科，并逐渐形成了一些新的毒理学分支。毒理学按照其研究目的及所研究的化学物质特性和用途可分为工业毒理学、军事毒理学、环境毒理学、食品毒理學、药物毒理学、法医毒理学和放射毒理学等。

## 研究对象
毒理学的研究对象广泛，包括化学因素、物理因素、生物因素，而生物体包括人、动物、植物。因此毒理学与營養學、生理学、药理学、病理学、化学、生物化学、生物学有联系；与工业、农业、经济有联系；与法医学、临床医学、生态学及环境保护有联系；可以说，它与地球上生命的整个未来有联系。因而，毒理学在临床医学、药学、环境保护、动物学、优生优育、职业劳动保护和食品卫生安全等领域中均有广泛用途。

## 分类

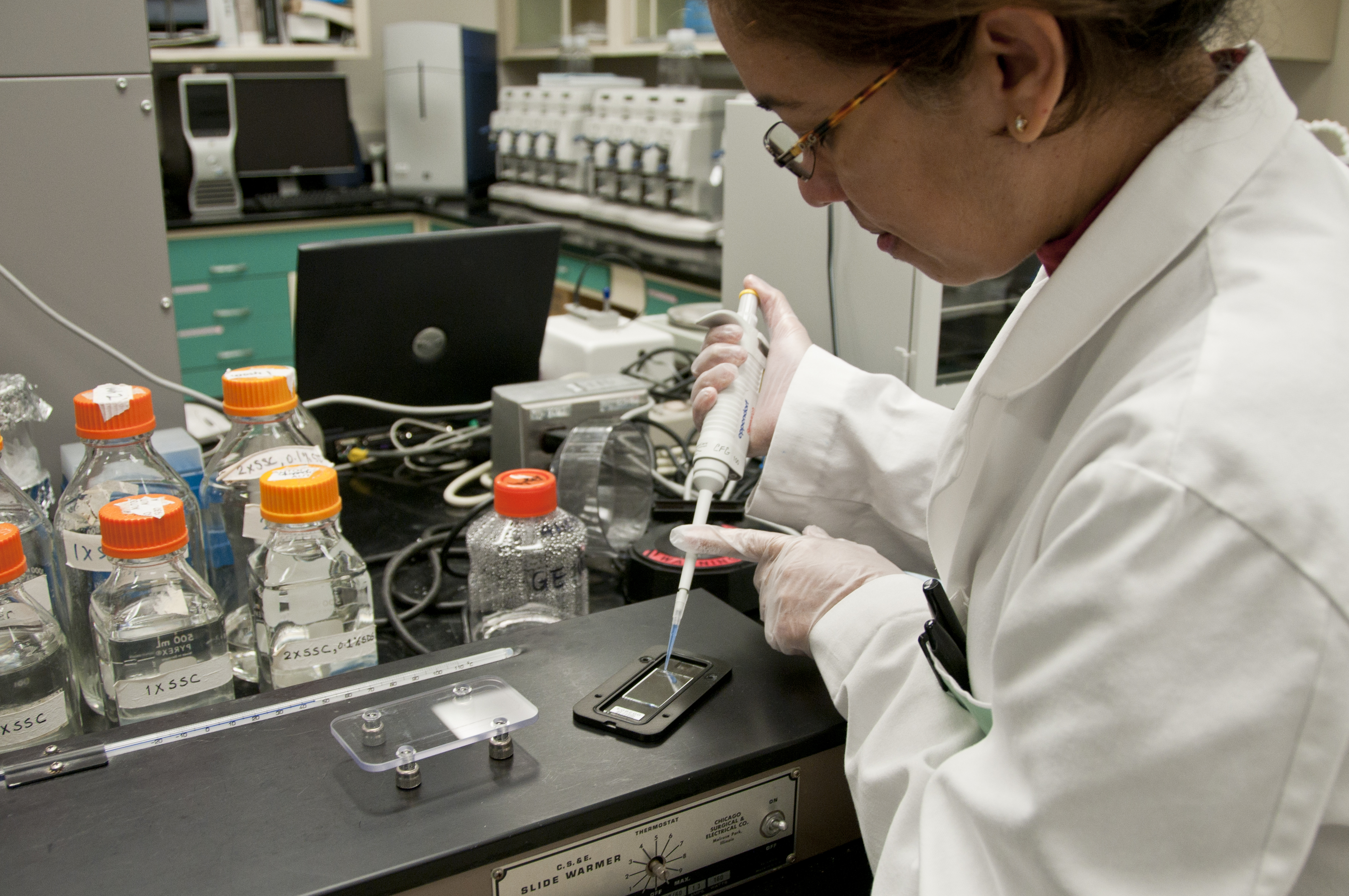
毒理学

因此毒理学的分类非常复杂，可从不同角度分类，并不完全一致。
从研究内容上可分为：描述性毒理学、机制性毒理学和管理毒理学（也有称为法规毒理学）三部分。
从依照标准学科划分可分为：法医毒理学、临床毒理学、管理毒理学或法规毒理学、研究毒理学等。
从应用毒理学可分为：食品毒理学、工业毒理学、农药毒理学、军事毒理学、放射毒理学、环境毒理学、生态毒理学等分支。
从研究对象可分为：昆虫毒理学、兽医毒理学、人体毒理学和植物毒理学。
从研究领域可分为：药物毒理学、环境毒理学、食品毒理学、工业毒理学、临床毒理学、法医毒理学、分析毒理学、军事毒理学、管理毒理学等。
从研究的靶器官或系统可分为：肝脏毒理学、肾脏毒理学、神经毒理学、生殖毒理学、免疫毒理学、皮肤毒理学、血液毒理学等。
从机制研究可分为：细胞毒理学、遗传毒理学、膜毒理学、生化毒理学、分子毒理学。
从毒物作用时相或过程可分为：毒代动力学和毒效动力学。

## 學會
由於毒理學是一門整合性的科學，世界各地由相關領域的從業人員組成學會，並定期舉辦研討會進行交流。
包括：
- 國際毒理學會 （页面存档备份，存于） International Union of Toxicology (IUTOX)
- 美國毒理學會 （页面存档备份，存于） Society of Toxicology (SOT)
- 歐洲毒理學會 （页面存档备份，存于） European Society of Toxicology (EST)
- 亞洲毒理學會 （页面存档备份，存于） The Asia Society of Toxicology (ASIATOX)
  - 日本毒理學會 （页面存档备份，存于） Japanese Society of Toxicology (JST)
  - 台灣毒物學學會 （页面存档备份，存于） Toxicology Society of Taiwan (TSTA）